# تومویا سوزوکی
تومویا سوزوکی (انگلیسی: Tomoya Suzuki؛ زادهٔ ۱۹ اوت ۲۰۰۰) بازیکن فوتبال است.
از باشگاه‌هایی که در آن بازی کرده‌است می‌توان به باشگاه فوتبال توکیو اشاره کرد.